# Wimbledon Park (métro de Londres)
Pour les articles homonymes, voir Wimbledon.
Wimbledon Park (en anglais : Wimbledon Park tube station ou Wimbledon Park Underground Station), est une station de la ligne District du métro de Londres, en zone 3 Travelcard. Elle est située sur l'Arthur Road, à l'est du Wimbledon Park, sur le territoire du borough londonien de Merton.

## Situation sur le réseau
La station Wimbledon Park est établie sur la ligne District, entre les stations Southfields et Wimbledon. Elle est en zone 3 Travelcard.

Plans du métro et des transports à Londres
2009.
2014

## Histoire
La station est mise en service le 3 juin 1889 par le Metropolitan District Railway, lors du prolongement de sa ligne de Putney Bridge à Wimbledon. 
Cette ligne est la dernière du réseau à être électrifiée le 27 août 1905. La station, construite par le London and South Western Railway (en) est rénovée en 1994.

## Services aux voyageurs

### Accès et accueil
L'entrée de la station est située sur l'Arthur Road à proximité du pont qui surplombe la voie.

### Desserte
Wimbledon Park est desservie par des rames de la ligne District.

Installations et desserte
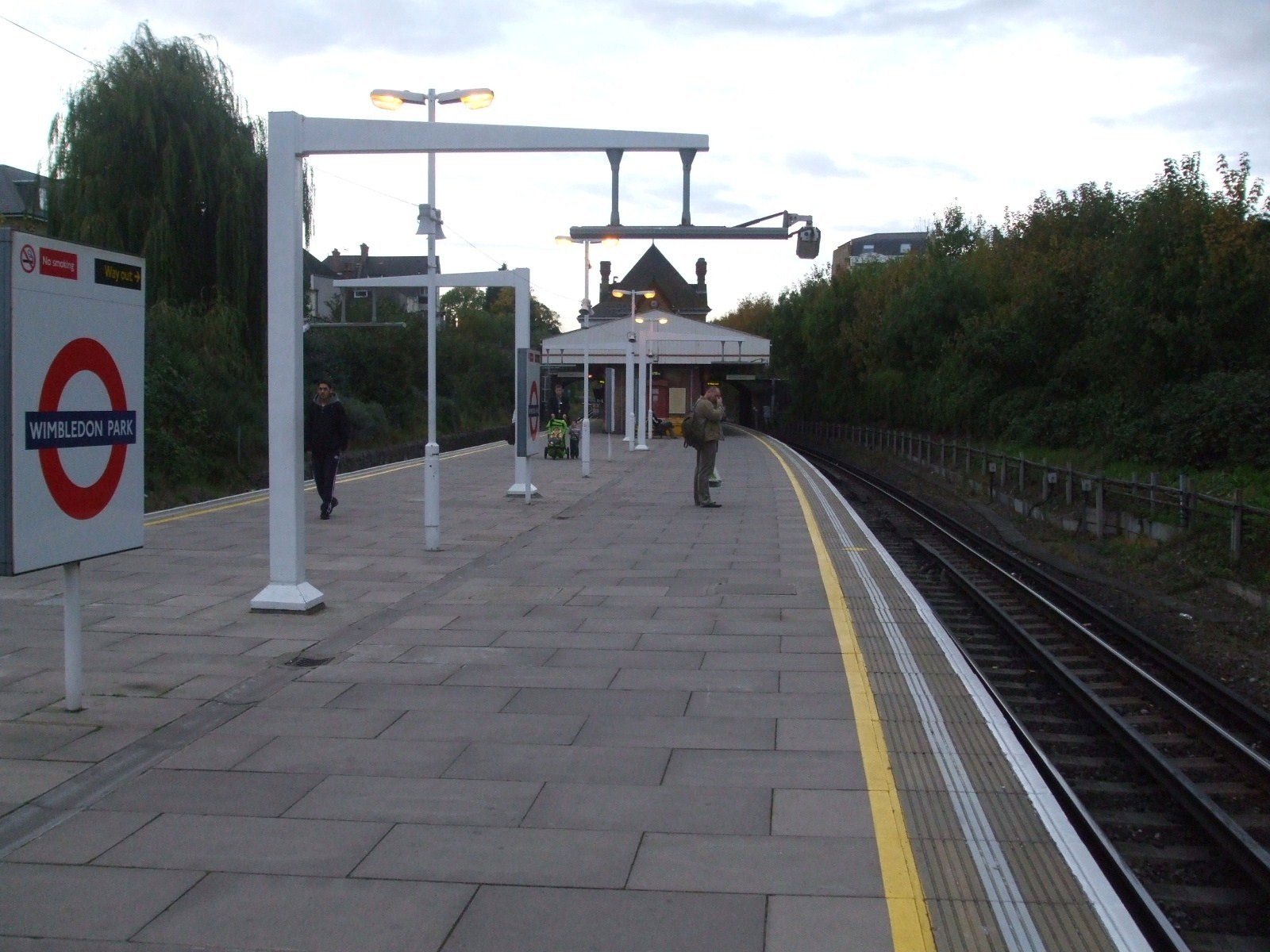
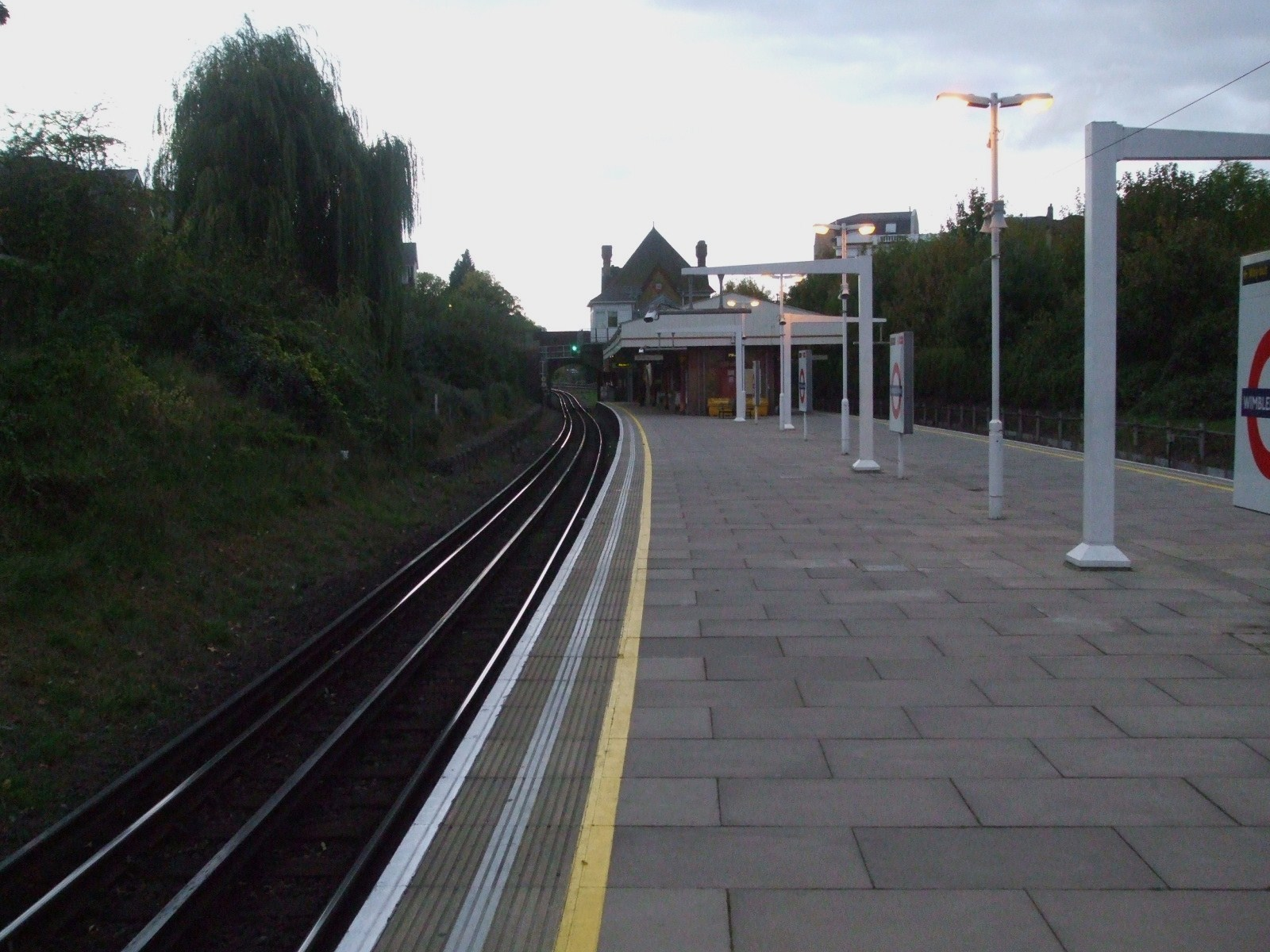
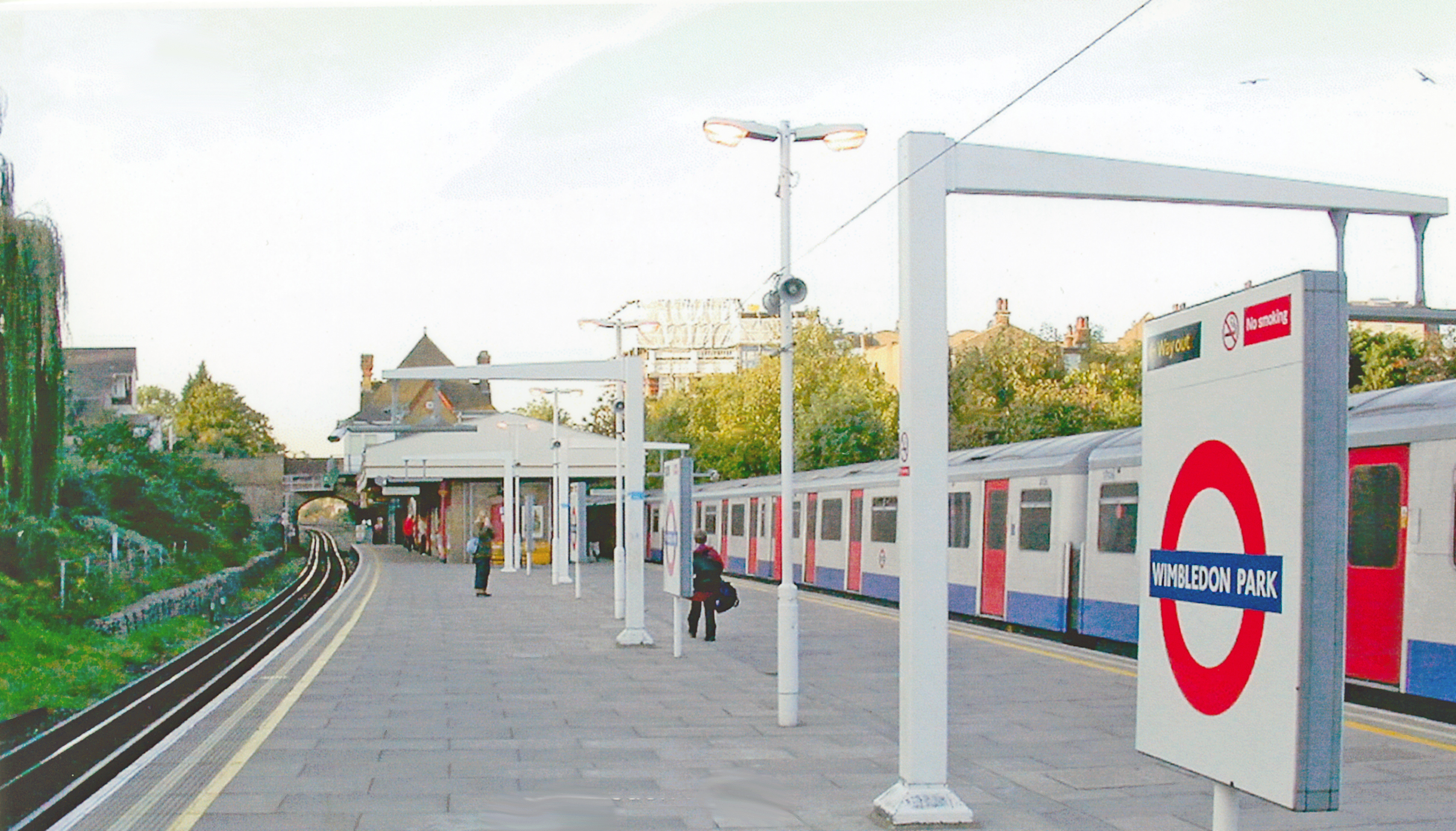

### Intermodalité
La station est desservie par les Autobus de Londres, lignes : 156 et N87.

## À proximité
- Wimbledon Park